# Organización territorial de Barbados
En 1629 Barbados estaba dividido en seis parroquias y más tarde, en 1645, se reorganizó el estado, quedando dividido en once parroquias que no disponen de ningún gobierno local.
Cada una de estas parroquias instauró un sistema de gobierno local llamado Vestry (o sacristía). Posteriormente estas sacristías fueron abolidas y la isla se dividió en tres áreas: dos distritos con su respectivo Consejo, y la ciudad de Bridgetown que tenía un Consejo de la ciudad y un Alcalde.
En abril de 1967 todos los Consejos fueron disueltos y los asuntos del gobierno local fueron asumidos por un Comisionado Interino para el Gobierno Local. Dos años después, en septiembre de 1969, este sistema terminó cuando las funciones y servicios del gobierno local fueron transferidos al gobierno central.

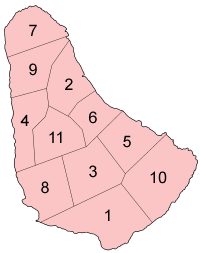
División del país en parroquias.

| Nr.                 | Parroquia     | Capital      | Área (km²) | Población (2010) | Densidad (hab./km²) |
| ------------------- | ------------- | ------------ | ---------- | ---------------- | ------------------- |
| 1                   | Christ Church | Oistins      | 57         | 54 336           | 868.4               |
| 2                   | Saint Andrew  | Greenland    | 36         | 5139             | 145.9               |
| 3                   | Saint George  | Bulkeley     | 44         | 19 767           | 406.1               |
| 4                   | Saint James   | Holetown     | 31         | 28 498           | 733.6               |
| 5                   | Saint John    | Four Roads   | 34         | 8963             | 261.0               |
| 6                   | Saint Joseph  | Bathsheba    | 26         | 6620             | 261.7               |
| 7                   | Saint Lucy    | Crab Hill    | 36         | 9758             | 259.1               |
| 8                   | Saint Michael | Bridgetown   | 39         | 88 529           | 2145.7              |
| 9                   | Saint Peter   | Speightstown | 34         | 11 300           | 314.7               |
| 10                  | Saint Philip  | Six Roads    | 60         | 30 662           | 342.3               |
| 11                  | Saint Thomas  | Hillaby      | 34         | 14 249           | 340.9               |
| Bandera de Barbados | Barbados      | Bridgetown   | 432        | 277 821          | 580.1               |

- Datos: Q15647212
- Multimedia: Subdivisions of Barbados / Q15647212